# جیانگژی
جیانگژی (نیز جیانکشی یا جیانکسی) (به چینی: )، (به انگلیسی: Jiangxi) یکی از استان‌های کشور چین است. این استان در جنوب شرقی این کشور قرار گرفته‌است و مرکز آن شهر نانچانگ است. جمعیت آن بالغ بر ۴۳ میلیون نفر است. مساحت این استان برابر ۱۶۶٬۹۰۰ کیلومتر مربع است.

## پیوندها
- وبگاه دولتی جیانگسی